# Liste des princesses de Lorraine
Cette liste non exhaustive recense dans l'ordre chronologique les princesses de la maison de Lorraine.

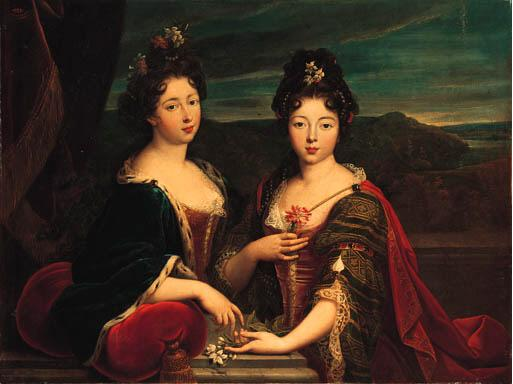
Marie de Lorraine (future princesse de Monaco) et sa sœur Charlotte (Mademoiselle d'Armagnac), par Nicolas Fouché (1693)

## Princesses duXIesiècle
| Portrait | Nom (dates)                                   | Époux                                                      | Titres                                                                                 | Éléments biographiques |
| -------- | --------------------------------------------- | ---------------------------------------------------------- | -------------------------------------------------------------------------------------- | --- |
|          | Béatrice de Lorraine (c. 1060-1116/1117)      | - Étienne Ier de Bourgogne                                 | - Comtesse de Bourgogne, Mâcon et Vienne (?-1102)                                      | - Princesse de la Maison de Lorraine. Fille de Gérard Ier de Lorraine et d'Hedwige de Namur. - Mère de Guillaume IV de Bourgogne, de Renaud III de Bourgogne et de Clémence-Marguerite de Bourgogne. |
|          | Gisèle de Lorraine (?-1110)                   |                                                            | - Abbesse de Remiremont (?-1110)                                                       | - Princesse de la Maison de Lorraine. Fille de Gérard Ier de Lorraine et d'Hedwige de Namur. |
|          | Gertrude de Lorraine (1082 - 23 mai 1144)     | - Florent II de Hollande (mariage en 1113)                 | - Comtesse de Hollande (1113 - 2 mars 1121) - Régente de Hollande (2 mars 1121 - 1129) | - Princesse de la Maison de Lorraine. Fille de Thierry II de Lorraine et d'Edwige de Formbach. - Mère de Thierry VI de Hollande et de Florent le Noir.                                               |
|          | Gisèle/Adèle de Vaudémont (1090-1141)         | - Renard III de Toul - Renaud Ier de Bar (mariage en 1120) | - Comtesse de Toul (?-1117) - Comtesse de Bar et de Verdun (1120-1141)                 | - Princesse de la Maison de Lorraine. Fille de Gérard Ier de Vaudémont et d'Hedwige d'Eguisheim. - Mère de Renaud II de Bar, de Thierry III de Bar et de Stéphanie de Bar-Commercy.                  |
|          | Étiennette/Stéphanie de Vaudémont (?-1160/88) | - Frédéric Ier de Ferrette                                 | - Comtesse de Ferrette (?-1160)                                                        | - Princesse de la Maison de Lorraine. Fille de Gérard Ier de Vaudémont et d'Hedwige d'Eguisheim. - Mère de Louis Ier de Ferrette.                                                                    |
|          | Judith de Vaudémont (?-1163)                  |                                                            | - Abbesse de Remiremont (1110-1150) - Abbesse de Saint-Pierre de Metz (1150-1163)      | - Princesse de la Maison de Lorraine. Fille de Gérard Ier de Vaudémont et d'Hedwige d'Eguisheim. |

## Princesses duXIIesiècle
| Portrait | Nom (dates)                                   | Époux | Titres | Éléments biographiques |
| -------- | --------------------------------------------- | --- | --- | --- |
|          | Ida de Lorraine                               | - Sigefroy de Burghausen | - Comtesse de Burghausen | - Princesse de la Maison de Lorraine. Fille de Thierry II de Lorraine et de Gertrude de Flandre. |
|          | Ermengarde de Lorraine                        | - Bernard III Gros de Brancion | - Dame de Brancion | - Princesse de la Maison de Lorraine. Fille de Thierry II de Lorraine et de Gertrude de Flandre. - Mère de Josserand II Gros de Brancion.                                                                                         |
|          | Gisèle de Lorraine                            | - Frédéric de Sarrebruck | - Comtesse de Sarrebruck | - Princesse de la Maison de Lorraine. Fille de Thierry II de Lorraine et de Gertrude de Flandre. |
|          | Euphronie de Lorraine                         | | - Abbesse de Remiremont (?-1150) | - Princesse de la Maison de Lorraine. Fille de Thierry II de Lorraine et de Gertrude de Flandre. |
|          | Bertha de Lorraine (c. 1116 - après 1146)     | - Hermann III de Bade (mariage en 1134) | - Margravine de Bade (1134-?) | - Princesse de la Maison de Lorraine. Fille de Simon Ier de Lorraine et d'Adélaïde de Louvain. - Mère d'Hermann IV de Bade. |
|          | Hedwige de Lorraine                           | - Frédéric III de Toul | - Comtesse de Toul | - Princesse de la Maison de Lorraine. Fille de Simon Ier de Lorraine et d'Adélaïde de Louvain. |
|          | Agathe de Lorraine (1120 - avril 1147)        | - Renaud III de Bourgogne (mariage en 1130) | - Comtesse de Bourgogne et de Mâcon (1130-1147) | - Princesse de la Maison de Lorraine. Fille de Simon Ier de Lorraine et d'Adélaïde de Louvain. - Mère de Béatrice Ire de Bourgogne.                                                                                               |
|          | Laurette d'Alsace (1130-1175)                 | - Ivan d'Alost - Henri II de Limbourg (mariage en 1150) - Raoul Ier de Vermandois (mariage en 1152) - Henri IV de Luxembourg (mariage en 1157) | - Dame d'Alost (?-1145) - Duchesse de Limbourg (1150-1152) - Comtesse de Vermandois, d'Amiens et de Valois (1152 - 13/14 octobre 1152) - Comtesse de Luxembourg et de Namur (1157-1163)                                             | - Princesse de la Maison de Lorraine. Fille de Thierry d'Alsace et de Marguerite de Clermont-Beauvaisis. |
|          | Judith de Lorraine (1140-1173)                | - Étienne Ier d'Auxonne (mariage en 1170) | - Comtesse d'Auxonne (1170-1173) | - Princesse de la Maison de Lorraine. Fille de Mathieu Ier de Lorraine et de Judith-Berthe de Hohenstaufen. - Mère d'Étienne II d'Auxonne.                                                                                        |
|          | Marguerite d'Alsace (1145 - 15 novembre 1194) | - Raoul II de Vermandois (mariage en 1160) - Baudouin V de Hainaut (mariage en 1169)                                                           | - Comtesse de Vermandois et de Valois (1160-1163) - Comtesse de Hainaut (8 novembre 1171 - 15 novembre 1194) - Comtesse de Namur (1187 - 15 novembre 1194) - Comtesse de Flandre (de plein droit, 1er juin 1191 - 15 novembre 1194) | - Princesse de la Maison de Lorraine. Fille de Thierry d'Alsace et de Sibylle d'Anjou. - Mère d'Isabelle de Hainaut, de Baudouin VI de Hainaut, de Yolande de Hainaut, de Philippe Ier de Namur et d'Henri Ier de Constantinople. |
|          | Gertrude de Flandre (?-1182)                  | - Humbert III de Savoie (mariage vers 1155/57) - Hugues III d'Oisy (mariage en 1063)                                                           | - Comtesse de Savoie (1155/57-1063) - Vicomtesse de Meaux (1063-1182) | - Princesse de la Maison de Lorraine. Fille de Thierry d'Alsace et de Sibylle d'Anjou. |
|          | Alix de Lorraine (c. 1145-1200)               | - Hugues III de Bourgogne (mariage en 1165) | - Duchesse de Bourgogne (1165-1183) | - Princesse de la Maison de Lorraine. Fille de Mathieu Ier de Lorraine et de Judith-Berthe de Hohenstaufen. - Mère de Eudes III de Bourgogne.                                                                                     |
|          | Agathe de Lorraine (? - 12 juillet 1242)      | | - Abbesse de Remiremont (1211 - 12 juillet 1242) | - Princesse de la Maison de Lorraine. Fille de Ferry Ier de Lorraine et de Ludmilla de Pologne. |
|          | Judith de Lorraine (?-1245)                   | - Henri II de Salm | - Comtesse de Salm | - Princesse de la Maison de Lorraine. Fille de Ferry Ier de Lorraine et de Ludmilla de Pologne. |
|          | Hedwige de Lorraine (?-1228)                  | - Henri de Deux-Ponts | - Comtesse de Deux-Ponts (?-1222) | - Princesse de la Maison de Lorraine. Fille de Ferry Ier de Lorraine et de Ludmilla de Pologne. |
|          | Cunégonde de Lorraine (?-1214)                | - Waléran III de Limbourg | - Dame de Montjoie (?-1214) | - Princesse de la Maison de Lorraine. Fille de Ferry Ier de Lorraine et de Ludmilla de Pologne. - Mère de Henri IV de Limbourg et de Valéran II de Montjoie.                                                                      |
|          | Laurette de Lorraine                          | - Simon III de Sarrebruck (mariage en 1226) | - Comtesse de Linange (1226-?) | - Princesse de la Maison de Lorraine. Fille de Ferry II de Lorraine et d'Agnès de Bar. |
|          | Alix de Lorraine (?-1242)                     | - Werner Ier de Kyburg-Dillingen - Gautier II de Vignory (mariage en 1229)                                                                     | - Comtesse de Kyburg (?-1228) - Dame de Vignory (1229-1242) | - Princesse de la Maison de Lorraine. Fille de Ferry II de Lorraine et d'Agnès de Bar. |

## Princesses duXIIIesiècle
| Nom (dates)                               | Époux                                                                                       | Titres | Éléments biographiques |
| ----------------------------------------- | ------------------------------------------------------------------------------------------- | --- | --- |
| Laure de Lorraine                         | - Jean de Dampierre (mariage en 1250) - Guillaume de Vergy                                  | - Vicomtesse de Troyes (1250-1258) - Dame de Mirebeau                                                                 | - Princesse de la Maison de Lorraine. Fille de Matthieu II de Lorraine et de Catherine de Limbourg.                                                               |
| Isabelle de Lorraine (?-1266)             | - Guillaume V de Mâcon - Jean de Chalon (mariage en 1256)                                   | - Comtesse de Vienne (?-1247/55)                                                                                      | - Princesse de la Maison de Lorraine. Fille de Matthieu II de Lorraine et de Catherine de Limbourg.                                                               |
| Catherine de Lorraine                     | - Richard de Montfaucon (mariage en 1255)                                                   | | - Princesse de la Maison de Lorraine. Fille de Matthieu II de Lorraine et de Catherine de Limbourg.                                                               |
| Adeline de Lorraine (?-1278)              | - Louis Ier de Vaud                                                                         | | - Princesse de la Maison de Lorraine. Fille de Matthieu II de Lorraine et de Catherine de Limbourg.                                                               |
| Agnès de Vaudémont (?-1282)               | - Walram Ier de Deux-Ponts                                                                  | | - Princesse de la Maison de Lorraine. Fille de Hugues III de Vaudémont et de Marguerite de Bar.                                                                   |
| Marie de Vaudémont                        | - Thierry de Schönberg                                                                      | - Dame de Schönberg                                                                                                   | - Princesse de la Maison de Lorraine. Fille de Hugues III de Vaudémont et de Marguerite de Bar.                                                                   |
| Marguerite de Vaudémont                   | - Henri de Grandpré                                                                         | - Dame de Hans | - Princesse de la Maison de Lorraine. Fille de Hugues III de Vaudémont et de Marguerite de Bar.                                                                   |
| Catherine de Vaudémont                    | - Carlo di Lagonessa                                                                        | | - Princesse de la Maison de Lorraine. Fille de Henri Ier de Vaudémont et de Marguerite de La Roche.                                                               |
| Alix de Vaudémont                         | - Louis de Roeriis                                                                          | | - Princesse de la Maison de Lorraine. Fille de Henri Ier de Vaudémont et de Marguerite de La Roche.                                                               |
| Marguerite de Vaudémont                   | - Tomasso II di Sanseverino (mariage en 1271)                                               | - Comtesse de Marsico                                                                                                 | - Princesse de la Maison de Lorraine. Fille de Henri Ier de Vaudémont et de Marguerite de La Roche.                                                               |
| Isabelle de Lorraine (1272 - 11 mai 1335) | - Louis III de Bavière (mariage en 1287) - Henri III de Vaudémont (mariage en février 1306) | - Duchesse de Basse-Bavière (3 février 1290 - 9 octobre 1296) - Comtesse de Vaudémont (février 1306 - 11 mai 1335)    | - Princesse de la Maison de Lorraine. Fille de Ferry III de Lorraine et de Marguerite de Champagne. - Mère de Marguerite de Vaudémont et d'Henri IV de Vaudémont. |
| Catherine de Lorraine (? - 13 mars 1316)  | - Conrad III de Fribourg (mariage en 1290)                                                  | - Dame de Romont (1290 - 13 mars 1316)                                                                                | - Princesse de la Maison de Lorraine. Fille de Ferry III de Lorraine et de Marguerite de Champagne. - Mère d'Egon III de Fribourg.                                |
| Marguerite de Vaudémont (?-1336)          | - Jean de Joinville (mariage en 1301) - Erard de Nanteuil-la-Fosse                          | - Dame de Reynel (1301-1304) - Dame de Nanteuil-la-Fosse                                                              | - Princesse de la Maison de Lorraine. Fille de Henri II de Vaudémont et de Hélisente de Vergy.                                                                    |
| Marguerite de Lorraine (?-1348)           | - Gui de Namur (mariage en 1311) - Louis IV de Looz (mariage en 1313)                       | - Dame de Termonde, de Crèvecœur et de Bailleul (1311) - Comtesse de Chiny (1313-1336) - Comtesse de Looz (1323-1336) | - Princesse de la Maison de Lorraine. Fille de Thiébaud II de Lorraine et d'Isabelle de Rumigny.                                                                  |
| Isabelle de Lorraine (?-1353)             | - Érard de Bar                                                                              | - Dame de Pierrepont et d'Ancerville (?-1336)                                                                         | - Princesse de la Maison de Lorraine. Fille de Thiébaud II de Lorraine et d'Isabelle de Rumigny.                                                                  |
| Marie de Lorraine                         | - Guy de Châtillon (mariage en 1324)                                                        | - Vicomtesse de Blaigny                                                                                               | - Princesse de la Maison de Lorraine. Fille de Thiébaud II de Lorraine et d'Isabelle de Rumigny.                                                                  |

## Princesses duXIVesiècle
| Portrait | Nom (dates)                                              | Époux                                                          | Titres | Éléments biographiques |
| -------- | -------------------------------------------------------- | -------------------------------------------------------------- | --- | --- |
|          | Marguerite de Vaudémont (1305-1333)                      | - Anseau de Joinville (mariage en 1323)                        | - Dame de Joinville (1323-1333) | - Princesse de la Maison de Lorraine. Fille de Henri III de Vaudémont et d'Isabelle de Lorraine. - Mère de Henri V de Vaudémont.                                                   |
|          | Marguerite de Lorraine (? - 9 août 1376)                 | - Jean de Chalon - Conrad de Fribourg - Ulrich de Ribeaupierre | - Dame d'Auberive (?-1350) - Comtesse de Fribourg - Dame de Ribeaupierre (? - 9 août 1376)                                                           | - Princesse de la Maison de Lorraine. Fille de Ferry IV de Lorraine et d'Élisabeth d'Autriche.                                                                                     |
|          | Isabelle de Lorraine (?-1410)                            | - Enguerrand VII de Coucy (mariage en 1381/86)                 | - Comtesse de Soissons et dame de Coucy (1381/86 - 18 février 1397)                                                                                  | - Princesse de la Maison de Lorraine. Fille de Jean Ier de Lorraine et de Sophie de Wurtemberg.                                                                                    |
|          | Marguerite de Lorraine-Vaudémont                         | - Thiébaud II de Blâmont                                       | - Dame de Blâmont | - Princesse de la Maison de Lorraine. Fille de Ferry Ier de Vaudémont et de Marguerite de Joinville.                                                                               |
|          | Élisabeth de Lorraine-Vaudémont (1397 - 17 janvier 1456) | - Philippe Ier de Nassau-Weilbourg (mariage le 8 mai 1412)     | - Comtesse de Nassau-Weilbourg et de Sarrebruck (8 mai 1412 - 2 juillet 1429) - Régente de Nassau-Weilbourg et de Sarrebruck (2 juillet 1429 - 1438) | - Princesse de la Maison de Lorraine. Fille de Ferry Ier de Vaudémont et de Marguerite de Joinville. - Mère de Philippe II de Nassau-Weilbourg et de Jean II de Nassau-Sarrebruck. |

## Princesses duXVesiècle
| Portrait | Nom (dates)                                               | Époux                                                | Titres | Éléments biographiques | Armoiries |
| -------- | --------------------------------------------------------- | ---------------------------------------------------- | --- | --- | --------- |
|          | Isabelle Ire de Lorraine (1400 - 28 février 1453)         | - René d'Anjou (mariage le 24 octobre 1420)          | - Comtesse de Guise (24 octobre 1420 - 1425) - Duchesse de Bar (26 juin 1430 - 28 février 1453) - Duchesse de Lorraine (de plein droit, 25 janvier 1431 - 28 février 1453) - Duchesse de Calabre (12 novembre 1434 - 2 février 1435) - Duchesse d'Anjou, comtesse du Maine et de Provence (12 novembre 1434 - 28 février 1453) - Reine de Naples (2 février 1435 - 2 juin 1442) | - Princesse de la Maison de Lorraine. Fille de Charles II de Lorraine et de Marguerite de Wittelsbach. - Mère de Jean II de Lorraine, de Louis d'Anjou-Commercy, de Yolande d'Anjou et de Marguerite d'Anjou. |           |
|          | Catherine de Lorraine (1407 - 1er mars 1439)              | - Jacques Ier de Bade (mariage le 25 juillet 1422)   | - Margravine de Bade-Bade (5 avril 1431 - 1er mars 1439) | - Princesse de la Maison de Lorraine. Fille de Charles II de Lorraine et de Marguerite de Wittelsbach. - Mère de Charles Ier de Bade, de Bernard II de Bade, de Jean II de Bade et de Georges Ier de Bade.    |           |
|          | Marguerite de Lorraine-Vaudémont (1420-1474)              | - Antoine Ier de Croÿ (mariage en 1432)              | - Comtesse de Beaumont, dame d'Aerschot et de Bierbeke (1432-1474) | - Princesse de la Maison de Lorraine. Fille d'Antoine de Vaudémont et de Marie d'Harcourt. - Mère de Philippe Ier de Croÿ.                                                                                    |           |
|          | Marie de Lorraine-Vaudémont (? - 23 avril 1455)           | - Alain IX de Rohan (mariage le 16 novembre 1450)    | - Vicomtesse de Rohan (16 novembre 1450 - 23 avril 1455) | - Princesse de la Maison de Lorraine. Fille d'Antoine de Vaudémont et de Marie d'Harcourt. - Mère de Jean II de Rohan.                                                                                        |           |
|          | Jeanne de Lorraine-Vaudémont (1458 - 25 janvier 1480)     | - Charles V d'Anjou (mariage en 1474)                | - Comtesse du Maine et de Guise (1474 - 25 janvier 1480) | - Princesse de la Maison de Lorraine. Fille de Ferry II de Vaudémont et de Yolande d'Anjou. |           |
|          | Marguerite de Lorraine-Vaudémont (1463 - 2 novembre 1521) | - René d'Alençon (mariage le 14 mai 1488)            | - Duchesse d'Alençon et comtesse du Perche (14 mai 1488 - 1er novembre 1492) - Régente d'Alençon et du Perche (1er novembre 1492 - 1507) | - Princesse de la Maison de Lorraine. Fille de Ferry II de Vaudémont et de Yolande d'Anjou. - Mère de Charles IV d'Alençon, de Françoise d'Alençon et d'Anne d'Alençon. - Béatifiée en 1921.                  |           |
|          | Yolande de Lorraine-Vaudémont (?-1500)                    | - Guillaume II de Hesse (mariage le 9 novembre 1497) | - Landgravine de Hesse (9 novembre 1497 - 1500) | - Princesse de la Maison de Lorraine. Fille de Ferry II de Vaudémont et de Yolande d'Anjou. |           |

## Princesses duXVIesiècle
| Portrait | Nom (dates)                                                             | Époux | Titres | Éléments biographiques | Armoiries |
| -------- | ----------------------------------------------------------------------- | --- | --- | --- | --------- |
|          | Marie de Guise (22 novembre 1515 - 18 juin 1560)                        | - Louis II d'Orléans-Longueville (mariage le 4 août 1534) - Jacques V d'Écosse (mariage le 18 mai 1538)              | - Duchesse de Longueville, comtesse de Dunois et de Tancarville (4 août 1534 - 9 juin 1537) - Reine d'Écosse (18 mai 1538 - 14 décembre 1542) - Régente d'Écosse (12 avril 1554 - 18 juin 1560) | - Princesse de la Maison de Guise. Fille de Claude de Lorraine et d'Antoinette de Bourbon. - Mère de François III d'Orléans-Longueville et de Marie Stuart. |           |
|          | Louise de Guise (10 janvier 1520 - 18 octobre 1542)                     | - Charles II de Croÿ (mariage le 20 février 1541)                                                                    | - Duchesse d'Arschot (20 février 1541 - 18 octobre 1542) | - Princesse de la Maison de Guise. Fille de Claude de Lorraine et d'Antoinette de Bourbon. |           |
|          | Anne de Lorraine (25 juillet 1522 - 15 mai 1568)                        | - René de Châlon (mariage le 20 août 1540) - Philippe II de Croÿ (mariage le 9 juillet 1548)                         | - Princesse d'Orange et comtesse de Nassau (20 août 1540 - 15 juillet 1544) - Princesse de Croÿ et duchesse d'Arschot (9 juillet 1548 - avril 1549) | - Princesse de la Maison de Lorraine. Fille d'Antoine de Lorraine et de Renée de Bourbon-Montpensier. - Mère de Charles-Philippe de Croÿ. |           |
|          | Renée de Guise (2 septembre 1522 - 3 avril 1602)                        | | - Abbesse de Saint-Pierre de Poulangy (1543 - octobre 1546) - Abbesse de Saint-Pierre-les-Dames (octobre 1546 - 3 avril 1602) - Abbesse d'Origny (1554-1556) | - Princesse de la Maison de Guise. Fille de Claude de Lorraine et d'Antoinette de Bourbon. |           |
|          | Antoinette de Guise (31 août 1531 - 6 mars 1561)                        | | - Abbesse de Faremoutiers (1555 - 6 mars 1561) | - Princesse de la Maison de Guise. Fille de Claude de Lorraine et d'Antoinette de Bourbon. |           |
|          | Renée de Lorraine (20 avril 1544 - 22 mai 1602)                         | - Guillaume V de Bavière (mariage le 22 février 1568)                                                                | - Duchesse de Bavière (24 octobre 1579 - 15 octobre 1597) | - Princesse de la Maison de Lorraine. Fille de François Ier de Lorraine et de Christine de Danemark. - Mère de Maximilien Ier de Bavière, de Marie-Anne de Bavière, de Philippe-Guillaume de Bavière, de Ferdinand de Bavière, d'Albert VI de Bavière et de Madeleine de Bavière.  |           |
|          | Dorothée de Lorraine (24 mai 1545 - 2 juin 1621)                        | - Éric II de Brunswick-Calenberg-Göttingen (mariage le 26 novembre 1575) - Marc de Rye de la Palud (mariage en 1597) | - Duchesse de Brunswick-Lunebourg-Calenberg (26 novembre 1575 - 17 novembre 1584) - Marquise de Varambon, comtesse de la Roche et de Villersexel (1597 - décembre 1598) | - Princesse de la Maison de Lorraine. Fille de François Ier de Lorraine et de Christine de Danemark. |           |
|          | Catherine de Lorraine-Aumale (8 novembre 1550 - 25 juin 1606)           | - Nicolas de Mercœur (mariage le 15 mai 1569)                                                                        | - Duchesse de Mercœur et comtesse de Vaudémont (15 mai 1569 - 23 janvier 1577) | - Princesse de la Maison de Guise. Fille de Claude II d'Aumale et de Louise de Brézé. - Mère de Henri de Lorraine-Chaligny et d'Éric de Lorraine. |           |
|          | Catherine de Lorraine (18 juillet 1552 - 6 mai 1596)                    | - Louis III de Montpensier (mariage le 4 février 1570)                                                               | - Duchesse de Montpensier, dauphine d'Auvergne, princesse de Dombes et de La Roche-sur-Yon, comtesse de Mortain et de Bar-sur-Seine, dame de Beaujeu (4 février 1570 - 23 septembre 1582) | - Princesse de la Maison de Guise. Fille de François de Guise et d'Anne d'Este. |           |
|          | Louise de Lorraine-Vaudémont (30 avril 1553 - 29 janvier 1601)          | - Henri III de France (mariage le 15 février 1575)                                                                   | - Reine de France (15 février 1575 - 2 août 1589) - Reine de Pologne et grande-duchesse de Lituanie (15 février 1575 - 12 mai 1575) - Duchesse de Berry (douaire, 2 août 1589 - 29 janvier 1601) | - Princesse de la Maison de Lorraine. Fille de Nicolas de Mercœur et de Marguerite d'Egmont. |           |
|          | Marie de Lorraine-Elbeuf (21 août 1555 - 1605)                          | - Charles Ier d'Aumale (mariage le 10 novembre 1576)                                                                 | - Duchesse d'Aumale (10 novembre 1576 - 6 juillet 1595) | - Princesse de la Maison de Guise. Fille de René II d'Elbeuf et de Louise de Rieux. - Mère d'Anne d'Aumale. |           |
|          | Diane de Lorraine-Aumale (10 novembre 1558 - 25 juin 1586)              | - François de Luxembourg (mariage le 13 novembre 1576)                                                               | - Duchesse de Piney (13 novembre 1576 - 25 juin 1586) | - Princesse de la Maison de Guise. Fille de Claude II d'Aumale et de Louise de Brézé. |           |
|          | Antoinette-Louise de Lorraine-Aumale (29 septembre 1561 - 24 août 1643) | | - Abbesse d'Origny (1583-1595) - Abbesse de Notre-Dame de Soissons (1595 - 24 août 1643) | - Princesse de la Maison de Guise. Fille de Claude II d'Aumale et de Louise de Brézé. |           |
|          | Marguerite de Lorraine-Vaudémont (14 mai 1564 - 20 septembre 1625)      | - Anne de Joyeuse (mariage le 18 septembre 1581) - François de Luxembourg (mariage le 31 mai 1599)                   | - Duchesse de Joyeuse (18 septembre 1581 - 20 octobre 1587) - Duchesse de Piney (1599-1613) | - Princesse de la Maison de Lorraine. Fille de Nicolas de Mercœur et de Jeanne de Savoie-Nemours. |           |
|          | Marie de Lorraine-Aumale (10 juin 1565 - 27 janvier 1627)               | | - Abbesse de Chelles (1583 - 27 janvier 1627) | - Princesse de la Maison de Guise. Fille de Claude II d'Aumale et de Louise de Brézé. |           |
|          | Christine de Lorraine (16 août 1565 - 19 décembre 1637)                 | - Ferdinand Ier de Médicis (mariage le 2 mai 1589)                                                                   | - Grande-duchesse de Toscane (2 mai 1589 - 3 février 1609) - Régente de Toscane (28 février 1621 - 1628) | - Princesse de la Maison de Lorraine. Fille de Charles III de Lorraine et de Claude de France. - Mère de Cosme II de Médicis, de Catherine de Médicis, de Charles de Médicis, de Marie-Madeleine de Médicis et de Claude de Médicis.                                               |           |
|          | Antoinette de Lorraine (26 août 1568 - 23 août 1610)                    | - Jean-Guillaume de Clèves (mariage le 20 juin 1599)                                                                 | - Duchesse de Juliers, Clèves et Berg (20 juin 1599 - 25 mars 1609) | - Princesse de la Maison de Lorraine. Fille de Charles III de Lorraine et de Claude de France. |           |
|          | Catherine de Lorraine (3 novembre 1573 - 7 mars 1648)                   | | - Abbesse de Remiremont (1611 - 7 mars 1648) | - Princesse de la Maison de Lorraine. Fille de Charles III de Lorraine et de Claude de France. |           |
|          | Élisabeth de Lorraine (9 octobre 1574 - 4 janvier 1635)                 | - Maximilien Ier de Bavière (mariage le 6 février 1595)                                                              | - Duchesse (15 octobre 1597 - 23 septembre 1623) puis électrice (23 septembre 1623 - 4 janvier 1635) de Bavière - Électrice palatine (23 septembre 1623 - 4 janvier 1635) | - Princesse de la Maison de Lorraine. Fille de Charles III de Lorraine et de Claude de France. |           |
|          | Catherine de Lorraine-Mayenne (1585 - 8 mars 1618)                      | - Charles Ier de Mantoue (mariage le 1er février 1599)                                                               | - Duchesse de Nevers et de Rethel, princesse de Mantoue (24 juin 1601 - 8 mars 1618) - Princesse d'Arches et de Porcien (1608 - 8 mars 1618) | - Princesse de la Maison de Guise. Fille de Charles de Mayenne et d'Henriette de Savoie-Villars. - Mère de François III de Rethel, de Charles II de Nevers-Mantoue, de Ferdinand de Mayenne, de Louise-Marie de Gonzague, de Bénédicte de Mantoue et d'Anne de Gonzague de Clèves. |           |
|          | Renée de Guise (1585 - 23 juin 1626)                                    | | - Abbesse de Saint-Pierre-les-Dames (3 avril 1602 - 23 juin 1626) | - Princesse de la Maison de Guise. Fille de Henri Ier de Guise et de Catherine de Clèves. |           |
|          | Jeanne de Guise (1586-1638)                                             | | - Prieure du monastère de Prouilhe (1607-1630) - Abbesse de Notre-Dame de Jouarre (1624-1638) | - Princesse de la Maison de Guise. Fille de Henri Ier de Guise et de Catherine de Clèves. |           |
|          | Louise-Marguerite de Lorraine (1588 - 30 avril 1631)                    | - François de Bourbon-Conti (mariage le 24 juillet 1605) - François de Bassompierre                                  | - Princesse de Conti (24 juillet 1605 - 3 août 1614) | - Princesse de la Maison de Guise. Fille de Henri Ier de Guise et de Catherine de Clèves. |           |
|          | Françoise de Lorraine (Novembre 1592 - 8 septembre 1669)                | - César de Vendôme (mariage le 16 juillet 1609)                                                                      | - Duchesse de Mercœur (de plein droit, 19 février 1602 - 8 septembre 1669) - Baronne d'Ancenis (de plein droit, 19 février 1602 - 18 mai 1657) - Duchesse de Vendôme, d’Étampes et de Beaufort (16 juillet 1609 - 22 octobre 1665) - Duchesse de Penthièvre (de plein droit, 6 septembre 1623 - 8 septembre 1669) | - Princesse de la Maison de Lorraine. Fille de Philippe-Emmanuel de Lorraine et de Marie de Luxembourg. - Mère de Louis II de Vendôme, d'Élisabeth de Bourbon-Vendôme et de François de Vendôme.                                                                                   |           |
|          | Louise de Lorraine-Chaligny (1594 - 1er décembre 1667)                  | - Florent de Ligne (mariage le 19 mars 1608)                                                                         | - Princesse de Ligne et marquise de Roubaix (19 mars 1608 - 17 avril 1622) | - Princesse de la Maison de Lorraine. Fille de Henri de Lorraine-Chaligny et de Claude de Moy. - Mère d'Albert-Henri de Ligne et de Claude-Lamoral Ier de Ligne. |           |
|          | Renée de Lorraine-Mayenne (?-1638)                                      | - Mario II Sforza di Santa Fiora (mariage en 1613)                                                                   | - Duchesse d'Ognano et de Segni, comtesse de Santa Fiora (1613-1638) | - Princesse de la Maison de Guise. Fille de Charles de Mayenne et d'Henriette de Savoie-Villars. |           |
|          | Claude-Éléonore de Lorraine-Elbeuf (1598-1654)                          | - Louis Gouffier (mariage en 1600)                                                                                   | - Duchesse de Roannais (1600-1642) | - Princesse de la Maison de Guise. Fille de Charles Ier d'Elbeuf et de Marguerite Chabot. |           |
|          | Henriette de Lorraine-Elbeuf (1599 - 24 janvier 1669)                   | | - Coadjutrice de l'Abbaye de Notre-Dame de Soissons (1610 - 24 août 1643) - Abbesse de Notre-Dame de Soissons (24 août 1643 - 24 janvier 1669) | - Princesse de la Maison de Guise. Fille de Charles Ier d'Elbeuf et de Marguerite Chabot. |           |

## Princesses duXVIIesiècle
| Portrait | Nom (dates)                                                          | Époux | Titres | Éléments biographiques | Armoiries |
| -------- | -------------------------------------------------------------------- | --- | --- | --- | --------- |
|          | Anne d'Aumale (1600 - 10 février 1638)                               | - Henri Ier de Savoie-Nemours (mariage le 18 avril 1618)                                                                            | - Duchesse d'Aumale (de plein droit, 18 avril 1618 - 10 février 1638) - Duchesse de Nemours et de Genevois (18 avril 1618 - 10 juillet 1632)                                                      | - Princesse de la Maison de Guise. Fille de Charles Ier d'Aumale et de Marie de Lorraine-Elbeuf. - Mère de Louis de Savoie-Nemours, de Charles-Amédée de Savoie-Nemours et d'Henri II de Savoie-Nemours.      |           |
|          | Françoise de Lorraine-Elbeuf (1602-1626)                             | | | - Princesse de la Maison de Guise. Fille de Charles Ier d'Elbeuf et de Marguerite Chabot. |           |
|          | Henriette de Lorraine (7 avril 1605 - 16 novembre 1660)              | - Louis de Guise (mariage en 1621) - Carlos de Guasco (mariage en 1644) - Christophe de Moura - François Grimaldi (mariage en 1649) | - Baronne d'Ancerville (1621 - 4 décembre 1631) - Princesse de Lixheim et de Phalsbourg (1629 - 4 décembre 1631) - Marquise de Sallario (1644-?) - Marquise de Grimaldi (1649 - 16 novembre 1660) | - Princesse de la Maison de Lorraine. Fille de François II de Lorraine et de Christine de Salm. |           |
|          | Nicole de Lorraine (3 octobre 1608 - 20 février 1657)                | - Charles IV de Lorraine (mariage le 23 mai 1621)                                                                                   | - Duchesse de Lorraine et de Bar (de plein droit, 31 juillet 1624 - 21 novembre 1625 puis consort 26 novembre 1625 - 19 janvier 1634)                                                             | - Princesse de la Maison de Lorraine. Fille de Henri II de Lorraine et de Marguerite de Mantoue. |           |
|          | Claude-Françoise de Lorraine (6 octobre 1612 - 2 août 1648)          | - Nicolas-François de Lorraine (mariage le 18 février 1634)                                                                         | - Duchesse de Lorraine et de Bar (19 janvier 1634 - 1er avril 1634) | - Princesse de la Maison de Lorraine. Fille de Henri II de Lorraine et de Marguerite de Mantoue. - Mère de Charles V de Lorraine et d'Anne-Marie-Thérèse de Lorraine (en).                                    |           |
|          | Marguerite de Lorraine (22 juillet 1615 - 13 avril 1672)             | - Gaston de France (mariage le 2 janvier 1632)                                                                                      | - Duchesse d'Orléans, de Chartres et de Valois, comtesse de Blois (2 janvier 1632 - 2 février 1660) - Duchesse d'Alençon (1646 - 2 février 1660)                                                  | - Princesse de la Maison de Lorraine. Fille de François II de Lorraine et de Christine de Salm. - Mère de Marguerite-Louise d'Orléans, d'Élisabeth-Marguerite d'Orléans et de Françoise-Madeleine d'Orléans.  |           |
|          | Marie de Guise (15 août 1615 - 3 mars 1688)                          | | - Duchesse de Guise et de Joyeuse, princesse de Joinville et baronne de Lambesc (de plein droit, 16 mars 1675 - 3 mars 1688)                                                                      | - Princesse de la Maison de Guise. Fille de Charles Ier de Guise et d'Henriette-Catherine de Joyeuse. |           |
|          | Françoise-Renée de Guise (10 janvier 1621 - 4 décembre 1682)         | | - Abbesse de Saint-Pierre-les-Dames (1639 - 31 juillet 1644) - Abbesse de Montmartre (21 avril 1657 - 4 décembre 1682)                                                                            | - Princesse de la Maison de Guise. Fille de Charles Ier de Guise et d'Henriette-Catherine de Joyeuse. |           |
|          | Anne-Marie de Lorraine-Chevreuse (1624 - 5 août 1652)                | | - Coadjutrice de l'abbaye de Remiremont (?-1651) - Abbesse du Pont-aux-Dames (1651 - 5 août 1652)                                                                                                 | - Princesse de la Maison de Guise. Fille de Claude de Lorraine et de Marie de Rohan. |           |
|          | Catherine de Lorraine-Elbeuf (1626-1645)                             | | - Nonne à l'abbaye de Port-Royal des Champs (?-1645) | - Princesse de la Maison de Guise. Fille de Charles II d'Elbeuf et de Catherine-Henriette de Bourbon. |           |
|          | Charlotte-Marie de Lorraine (1627 - 7 novembre 1652)                 | | | - Princesse de la Maison de Guise. Fille de Claude de Lorraine et de Marie de Rohan. |           |
|          | Marie-Marguerite-Ignace de Lorraine-Elbeuf (1629-1679)               | | | - Princesse de la Maison de Guise. Fille de Charles II d'Elbeuf et de Catherine-Henriette de Bourbon. |           |
|          | Henriette de Lorraine-Chevreuse (1631 - 25 janvier 1693)             | | - Abbesse du Pont-aux-Dames (5 août 1652 - 1655) - Abbesse de Notre-Dame de Jouarre (1655 - 25 janvier 1693)                                                                                      | - Princesse de la Maison de Guise. Fille de Claude de Lorraine et de Marie de Rohan. |           |
|          | Anne-Élisabeth de Lorraine (23 août 1639 - 19 février 1720)          | - François-Marie de Lorraine (mariage le 7 octobre 1660)                                                                            | - Princesse de Lillebonne (1660 - 19 janvier 1694) - Duchesse de Joyeuse (1693 - 19 janvier 1694)                                                                                                 | - Princesse de la Maison de Lorraine. Fille de Charles IV de Lorraine et de Béatrix de Cusance. - Mère de Charles-François de Lorraine, de Béatrice-Hiéronyme de Lorraine et d'Élisabeth-Thérèse de Lorraine. |           |
|          | Armande-Henriette de Lorraine-Harcourt (1640-1684)                   | | - Abbesse de Notre-Dame de Soissons (24 janvier 1669 - 1684) | - Princesse de la Maison de Guise. Fille de Henri de Lorraine-Harcourt et de Marguerite-Philippe du Cambout.                                                                                                  |           |
|          | Marie-Angélique-Henriette de Lorraine (1646 - 10 juin 1674)          | - Nuno Álvares Pereira de Melo (mariage le 7 février 1671)                                                                          | - Duchesse de Cadaval (7 février 1671 - 1674) | - Princesse de la Maison de Guise. Fille de François-Louis de Lorraine et d'Anne d'Ornano. |           |
|          | Anne-Marie-Thérèse de Lorraine (en) (30 juillet 1648 - 17 juin 1661) | | - Abbesse de Remiremont (1655 - 17 juin 1661) | - Princesse de la Maison de Lorraine. Fille de Nicolas-François de Lorraine et de Claude-Françoise de Lorraine.                                                                                               |           |
|          | Anne-Élisabeth de Lorraine (6 août 1649 - 5 août 1714)               | - Charles-Henri de Lorraine-Vaudémont (mariage le 27 avril 1669)                                                                    | - Princesse de Vaudémont et de Commercy (27 avril 1669 - 5 août 1714) | - Princesse de la Maison de Guise. Fille de Charles III d'Elbeuf et d'Anne-Élisabeth de Lannoy. - Mère de Charles-Thomas de Lorraine-Vaudémont.                                                               |           |
|          | Marie-Anne de Lorraine (1657 - 29 octobre 1699)                      | | - Abbesse de Montmartre (mars 1683 - 29 octobre 1699) | - Princesse de la Maison de Guise. Fille de François-Louis de Lorraine et d'Anne d'Ornano. |           |
|          | Béatrice-Hiéronyme de Lorraine (1er juillet 1662 - 9 février 1738)   | | - Coadjutrice de l'abbaye de Remiremont (1705-1710) - Abbesse de Remiremont (1710 - 9 février 1738)                                                                                               | - Princesse de la Maison de Guise. Fille de François-Marie de Lorraine et d'Anne-Élisabeth de Lorraine. |           |
|          | Marguerite de Lorraine (17 novembre 1662 - 16 décembre 1730)         | - Nuno Álvares Pereira de Melo (mariage le 25 juillet 1675)                                                                         | - Duchesse de Cadaval (25 juillet 1675 - 29 janvier 1725) | - Princesse de la Maison de Guise. Fille de Louis de Lorraine et de Catherine de Neufville de Villeroy. |           |
|          | Élisabeth-Thérèse de Lorraine (5 avril 1664 - 7 mars 1748)           | - Louis Ier de Melun (mariage le 7 octobre 1691)                                                                                    | - Princesse d'Épinoy (7 octobre 1691 - 24 septembre 1704) | - Princesse de la Maison de Guise. Fille de François-Marie de Lorraine et d'Anne-Élisabeth de Lorraine. - Mère de Louis II de Melun et d'Anne-Julie-Adélaïde de Melun.                                        |           |
|          | Marie de Lorraine (12 août 1674 - 30 octobre 1724)                   | - Antoine de Monaco (mariage le 13 juin 1688)                                                                                       | - Duchesse de Valentinois (13 juin 1688 - 2 janvier 1701) - Princesse de Monaco (2 janvier 1701 - 30 octobre 1724)                                                                                | - Princesse de la Maison de Guise. Fille de Louis de Lorraine et de Catherine de Neufville de Villeroy. - Mère de Louise-Hippolyte de Monaco et de Marie-Pelline Grimaldi.                                    |           |
|          | Charlotte de Lorraine (6 mai 1677 - 21 janvier 1757)                 | | | - Princesse de la Maison de Guise. Fille de Louis de Lorraine et de Catherine de Neufville de Villeroy. |           |
|          | Suzanne-Henriette de Lorraine (1er février 1686 - 19 octobre 1710)   | - Charles III Ferdinand de Mantoue (mariage le 8 novembre 1704)                                                                     | - Duchesse de Mantoue et de Montferrat (8 novembre 1704 - 5 juillet 1708) | - Princesse de la Maison de Guise. Fille de Charles III d'Elbeuf et de Françoise de Montaut de Navailles. |           |
|          | Marie-Louise de Lorraine (1693-1724)                                 | | | - Princesse de la Maison de Guise. Fille d'Henri de Lorraine et de Marie-Madeleine d'Espinay. |           |

## Princesses duXVIIIesiècle
| Portrait | Nom (dates)                                                                  | Époux                                                                                 | Titres | Éléments biographiques | Armoiries |
| -------- | ---------------------------------------------------------------------------- | ------------------------------------------------------------------------------------- | --- | --- | --------- |
|          | Élisabeth-Charlotte de Lorraine (21 octobre 1700 - 4 mai 1711)               |                                                                                       | - Abbesse de Remiremont (1702 - 4 mai 1711) | - Princesse de la Maison de Lorraine. Fille de Léopold Ier de Lorraine et d'Élisabeth-Charlotte d'Orléans. |           |
|          | Louise-Henriette-Françoise de Lorraine (1707 - 31 mars 1737)                 | - Emmanuel-Théodose de La Tour d'Auvergne (mariage le 21 mars 1725)                   | - Duchesse de Bouillon et d'Albret, comtesse d’Évreux (21 mars 1725 - avril 1730) | - Princesse de la Maison de Guise. Fille d'Anne-Marie-Joseph de Lorraine et de Marie-Louise-Chrétienne Jeannin de Castille. - Mère de Marie-Sophie-Charlotte de La Tour d'Auvergne.                                           |           |
|          | Élisabeth-Sophie de Lorraine (1710 - 2 août 1740)                            | - Louis-François-Armand de Vignerot du Plessis de Richelieu (mariage le 7 avril 1734) | - Duchesse de Richelieu (7 avril 1734 - 2 août 1740) | - Princesse de la Maison de Guise. Fille d'Anne-Marie-Joseph de Lorraine et de Marie-Louise-Chrétienne Jeannin de Castille. - Mère de Louis-Antoine-Sophie de Vignerot du Plessis et de Jeanne-Sophie de Vignerot du Plessis. |           |
|          | Élisabeth-Thérèse de Lorraine (15 octobre 1711 - 3 juillet 1741)             | - Charles-Emmanuel III de Sardaigne (mariage le 1er avril 1737)                       | - Reine de Sardaigne (1er avril 1737 - 3 juillet 1741) | - Princesse de la Maison de Lorraine. Fille de Léopold Ier de Lorraine et d'Élisabeth-Charlotte d'Orléans. - Mère de Benoît de Savoie.                                                                                        |           |
|          | Jeanne-Louise de Lorraine (4 décembre 1711 - 2 octobre 1772)                 |                                                                                       | | - Princesse de la Maison de Guise. Fille de Louis de Lorraine et de Jeanne-Henriette de Durfort. |           |
|          | Anne-Charlotte de Lorraine (17 mai 1714 - 7 novembre 1773)                   |                                                                                       | - Abbesse de Remiremont (10 mai 1738 - 7 novembre 1773) | - Princesse de la Maison de Lorraine. Fille de Léopold Ier de Lorraine et d'Élisabeth-Charlotte d'Orléans. |           |
|          | Léopoldine-Élisabeth de Lorraine (2 octobre 1716 - ?)                        | - Joachim de Zuniga (mariage en 1733)                                                 | - Duchesse de Béjar (1733-?) | - Princesse de la Maison de Guise. Fille de Charles-Louis de Lorraine et d'Élisabeth de Roquelaure. |           |
|          | Louise-Henriette-Gabrielle de Lorraine (30 décembre 1718 - 5 septembre 1788) | - Godefroy de La Tour d'Auvergne (mariage le 27 novembre 1743)                        | - Princesse de Turenne (27 novembre 1743 - 24 octobre 1771) - Comtesse d'Évreux (3 août 1753 - 5 septembre 1788) - Duchesse de Bouillon et d'Albret (24 octobre 1771 - 5 septembre 1788) | - Princesse de la Maison de Guise. Fille de Charles-Louis de Lorraine et d'Élisabeth de Roquelaure. - Mère de Jacques-Léopold de La Tour d'Auvergne.                                                                          |           |
|          | Henriette-Julienne-Gabrielle de Lorraine (3 octobre 1722 - 24 mars 1761)     | - Jaime Álvares Pereira de Melo (mariage en 1739)                                     | - Duchesse de Cadaval (1739 - 29 mai 1749) | - Princesse de la Maison de Guise. Fille de Louis de Lorraine et de Jeanne-Henriette de Durfort. |           |
|          | Louise de Lorraine (21 janvier 1724 - 16 janvier 1747)                       | - Alexandre Ferdinand de Tour et Taxis (mariage le 22 mars 1745)                      | - Princesse de Tour et Taxis (22 mars 1745 - 16 janvier 1747) | - Princesse de la Maison de Guise. Fille de Louis de Lorraine et de Jeanne-Henriette de Durfort. |           |
|          | Henriette-Agathe-Louise de Lorraine (13 juillet 1731 - 30 novembre 1756)     |                                                                                       | | - Princesse de la Maison de Guise. Fille de Louis de Lorraine et de Jeanne-Henriette de Durfort. |           |
|          | Joséphine de Lorraine (26 août 1753 - 8 février 1797)                        | - Victor-Amédée II de Savoie-Carignan (mariage le 18 octobre 1768)                    | - Princesse de Carignan (16 décembre 1778 - 10 septembre 1780) | - Princesse de la Maison de Guise. Fille de Louis-Charles de Lorraine et de Louise-Julie-Constance de Rohan-Rochefort. - Mère de Charles-Emmanuel de Savoie-Carignan.                                                         |           |
|          | Anne-Charlotte de Lorraine (11 novembre 1755 - 24 mai 1786)                  |                                                                                       | - Abbesse de Remiremont (19 novembre 1782 - 24 mai 1786) | - Princesse de la Maison de Guise. Fille de Louis-Charles de Lorraine et de Louise-Julie-Constance de Rohan-Rochefort. |           |